# Terinos clarissa
Terinos clarissa är en fjärilsart som beskrevs av Jean Baptiste Boisduval 1836. Terinos clarissa ingår i släktet Terinos och familjen praktfjärilar. Inga underarter finns listade i Catalogue of Life.

## Bildgalleri

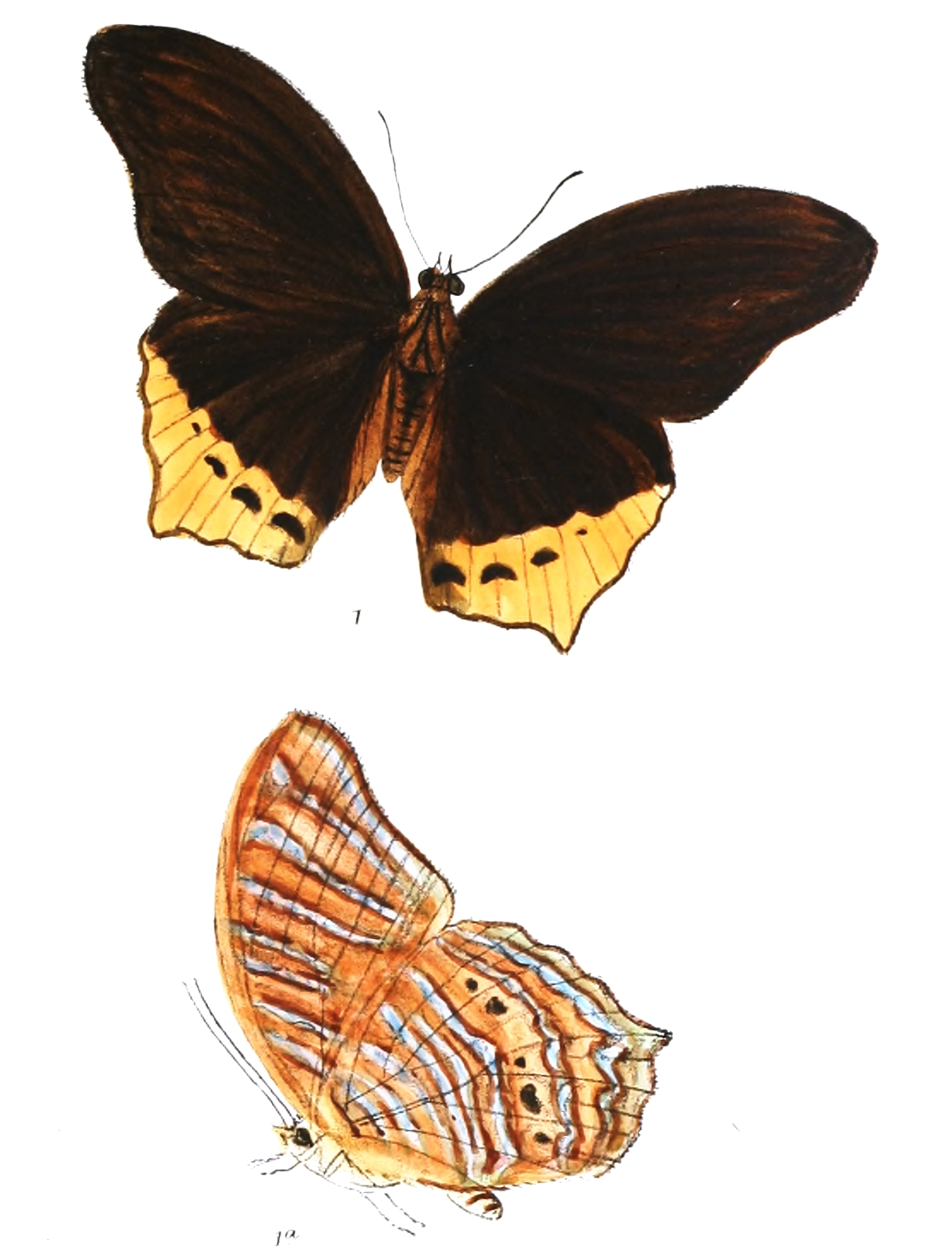
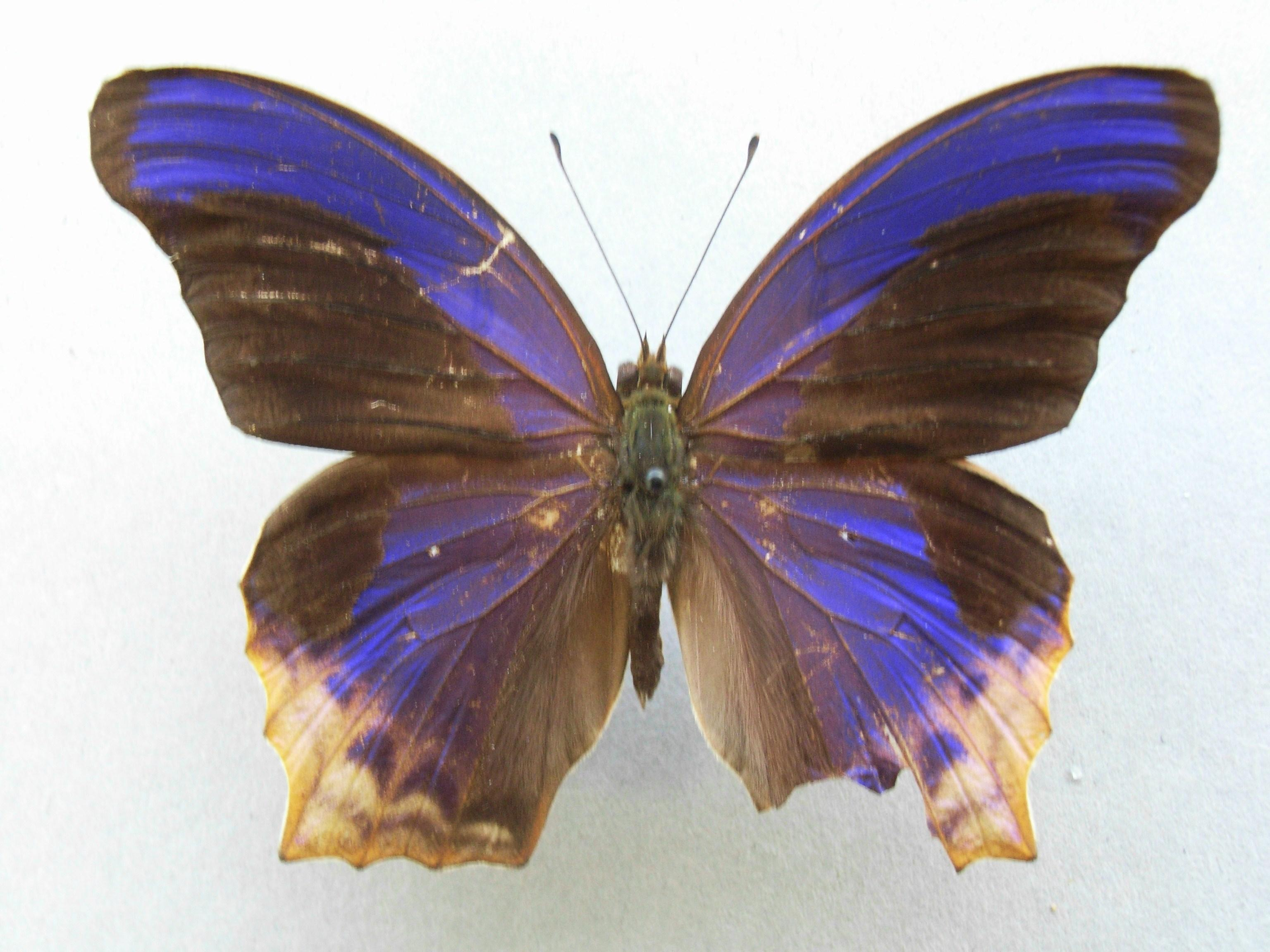